# Khalid Jolit
Khalid Jolit, né le 27 octobre 1981, est un footballeur soudanais.
Il participe à la Coupe d'Afrique des nations 2008 avec l'équipe du Soudan.

## Carrière
- 2004-2008 : Al Hilal Khartoum ( Soudan)[1]

## Palmarès
- Champion du Soudan en 2005, 2006 et 2007 avec Al Hilal Omdurman